# 特爾日奇
特爾日奇（斯洛維尼亞語： 發音：[təɾˈʒitʃ] ⓘ），是斯洛維尼亞北部特爾日奇市鎮的小鎮及行政中心，靠近奧地利邊境。城镇面积为5.35平方公里，2019年人口数量为3,670人。

## 地理
該鎮位於歷史悠久的上卡尼奧拉地區，地處薩瓦河左支流特爾日奇比斯特里察河兩岸。在北部，一條公路通向位於卡拉萬克斯山脈的 Loibl 山口，該山脈與奧地利的卡林西亞邦接壤。

## 外部連結
- 特爾日奇市鎮官方网站 （页面存档备份，存于） （斯洛文尼亚文）
- 有关特爾日奇信息的网站 （页面存档备份，存于） （斯洛文尼亚文）
- Tržič at Geopedia （页面存档备份，存于）